# 皆野椋神社
椋神社（むくじんじゃ）は、埼玉県秩父郡皆野町の荒川沿いにある神社。祭神は猿田彦命、大己貴命、八意思兼命の三神。武蔵国秩父郡の式内小社の論社。旧社格は村社。

## 由緒

### 概要
景行天皇41年に日本武尊が東夷征伐で当地を通過する時、
御矛を立てて八意思兼命が拝むと御矛から光が放たれ西の隅の森にある椋の木の下に猿田彦命が現れ、あなたを導き守りましょうと言われた。
このことから、日本武尊が当地に猿田彦命、大己貴命、八意思兼命の三神を祀ったと伝えられている。

### 社格
- 貞観13年（872年） - 従五位上[1]
- 明治4年11月（1872年） - 村社[2]

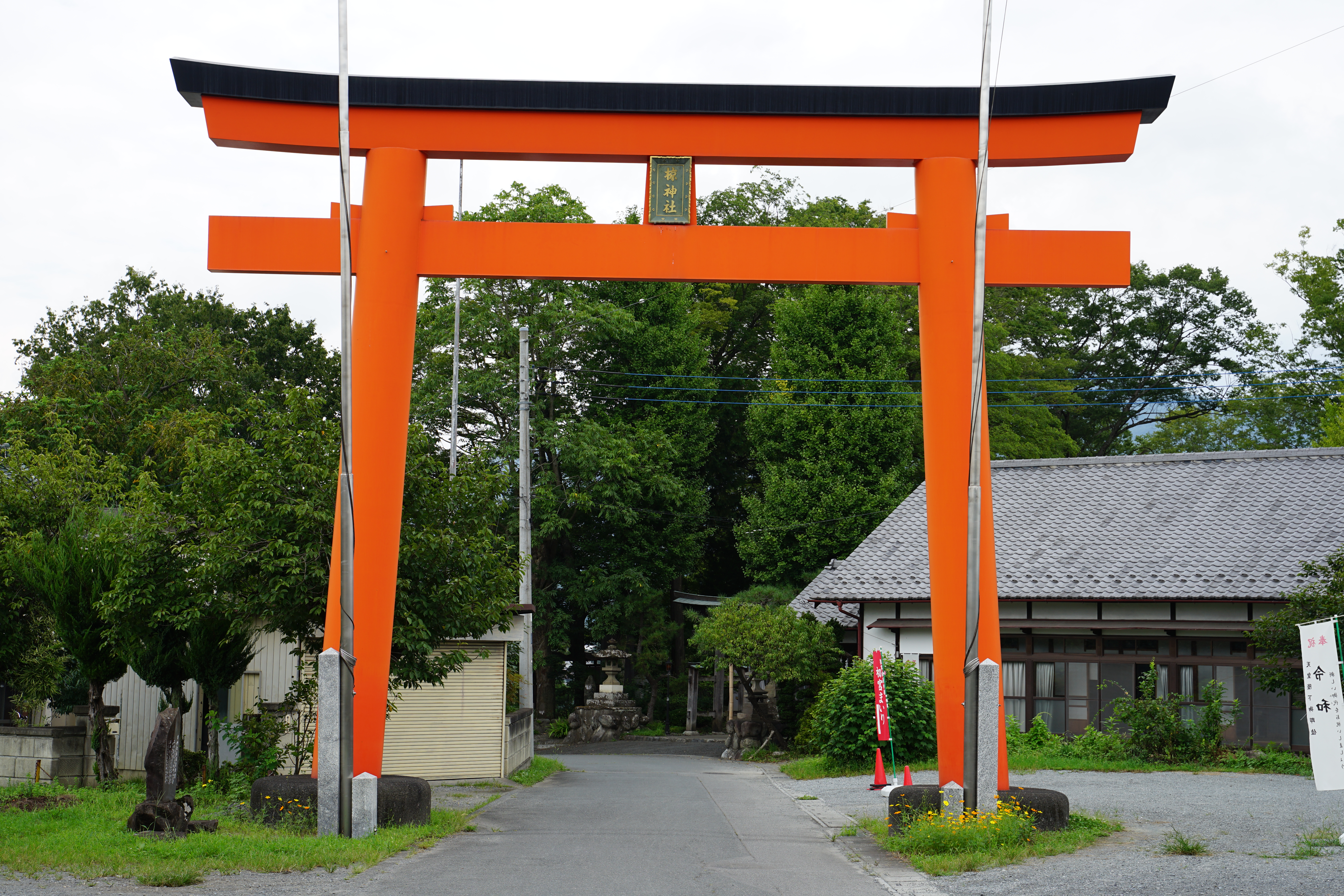
一の鳥居
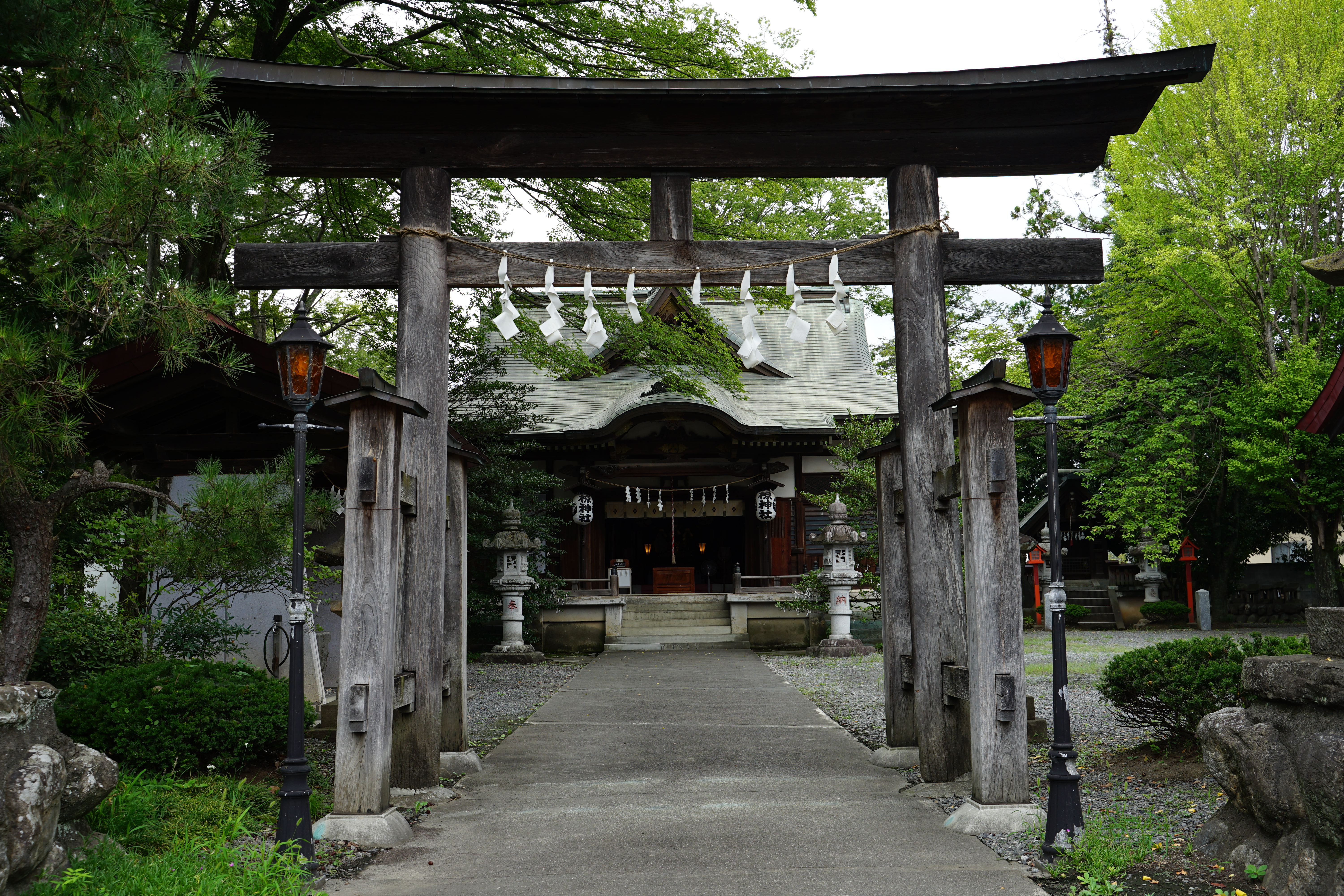
二の鳥居
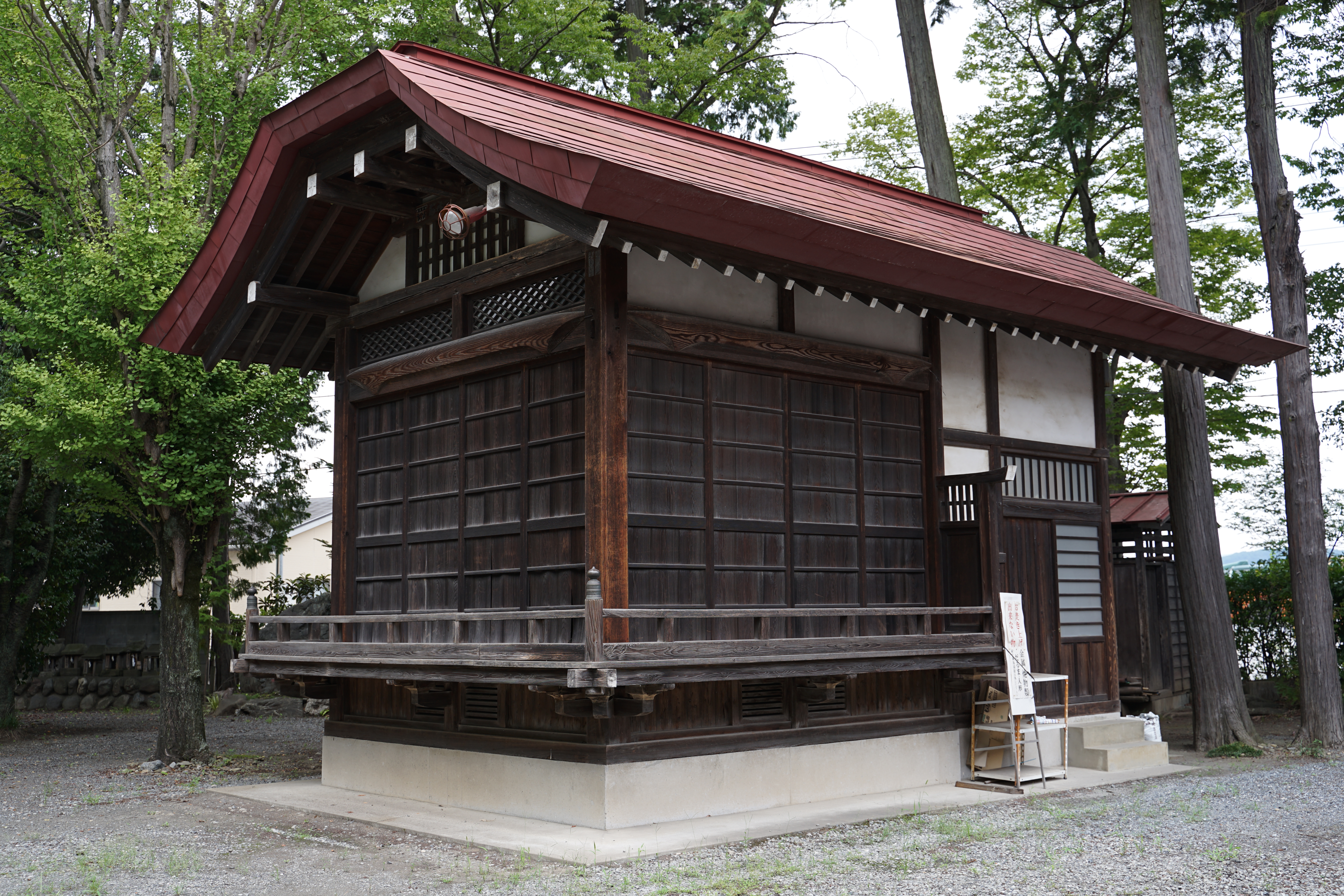
神楽殿

## 摂末社
明治40年、村内の神社27社を合祀した。
その際に、蓑山に鎮座する蓑山神社は、由緒が古いため、椋神社奥社として存続した。
蓑山の境外社（奥社）
- 蓑山神社

本殿左側の境内社
- 護国神社

本殿後方の境内社

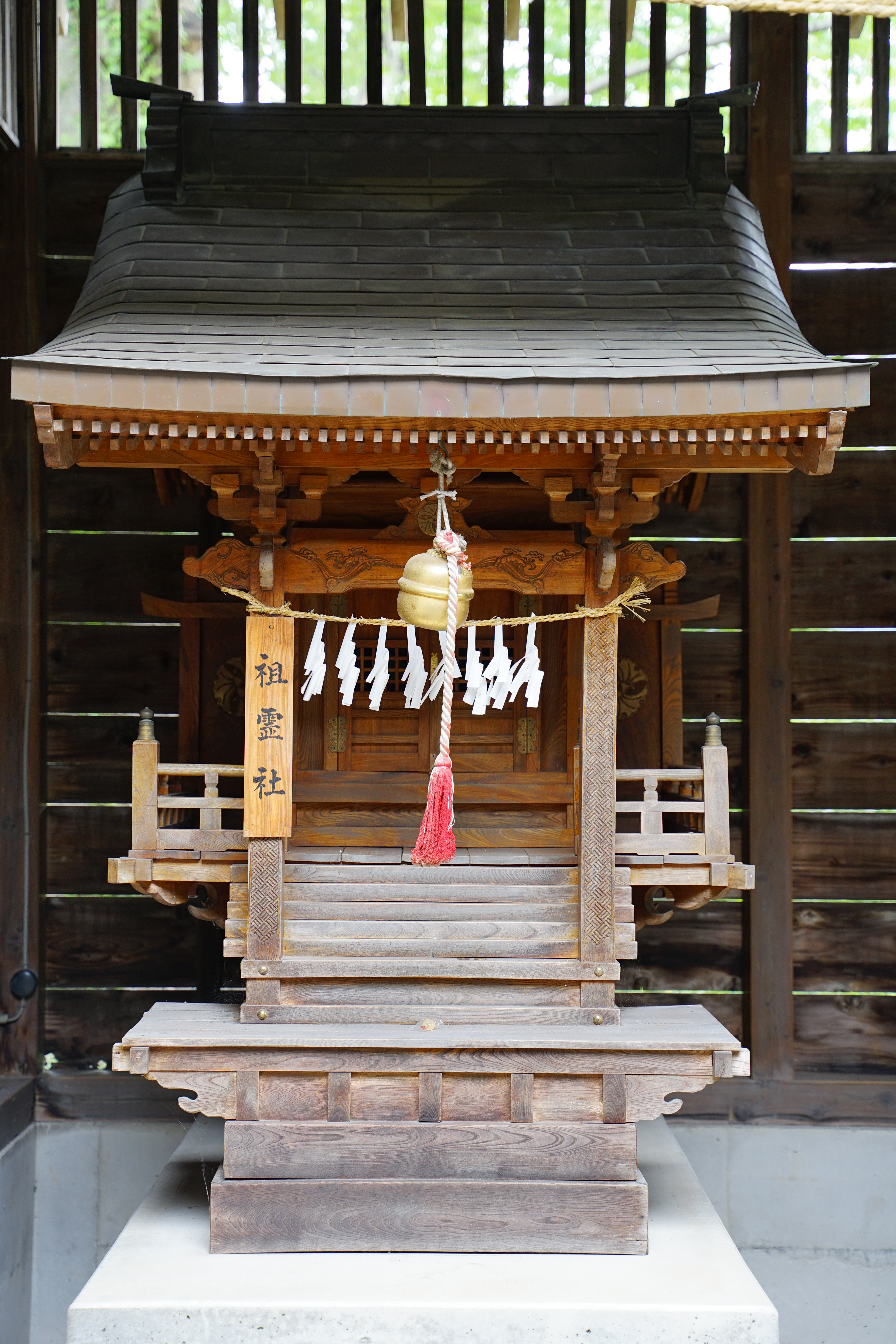
祖霊社
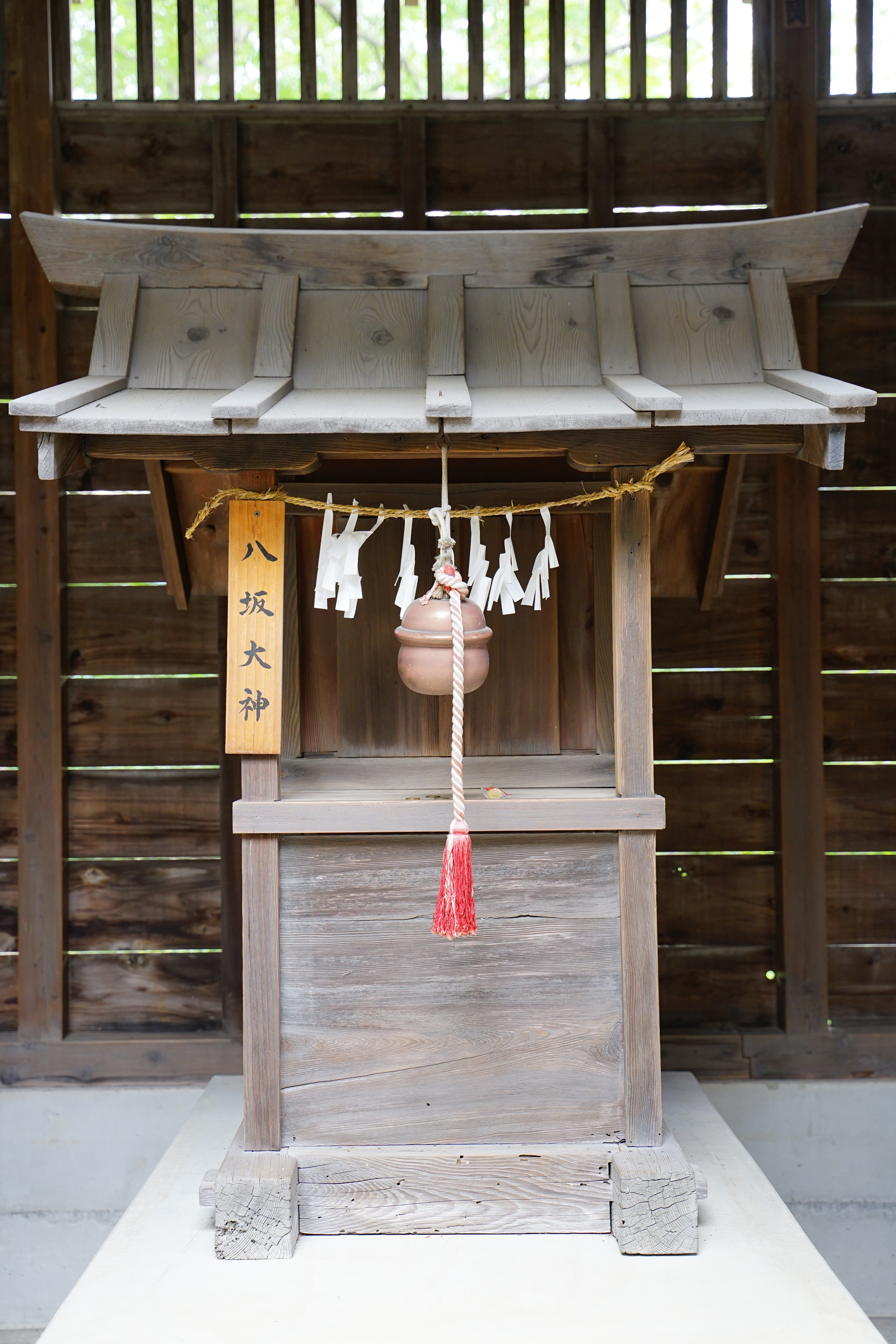
八坂大神
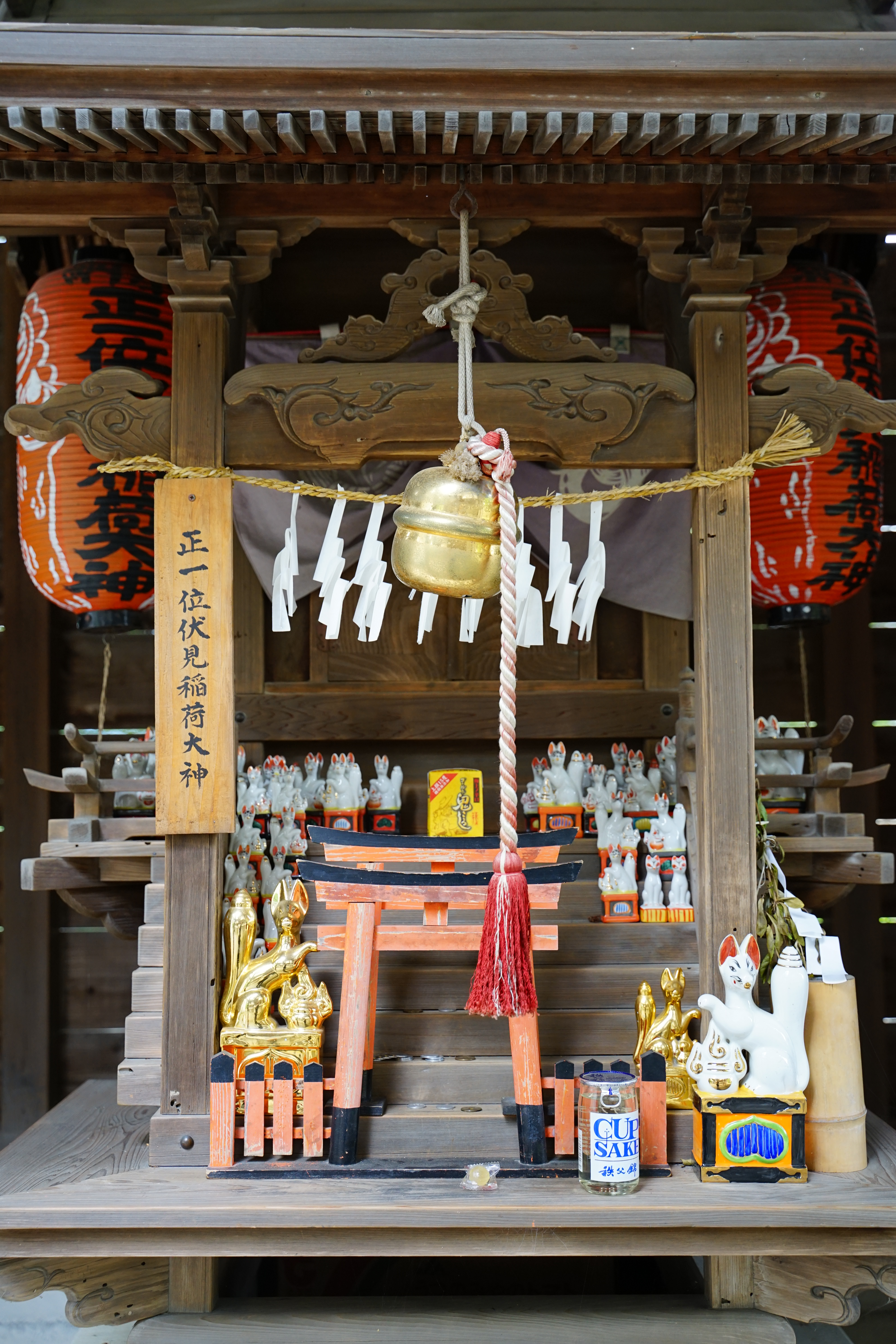
伏見稲荷大神
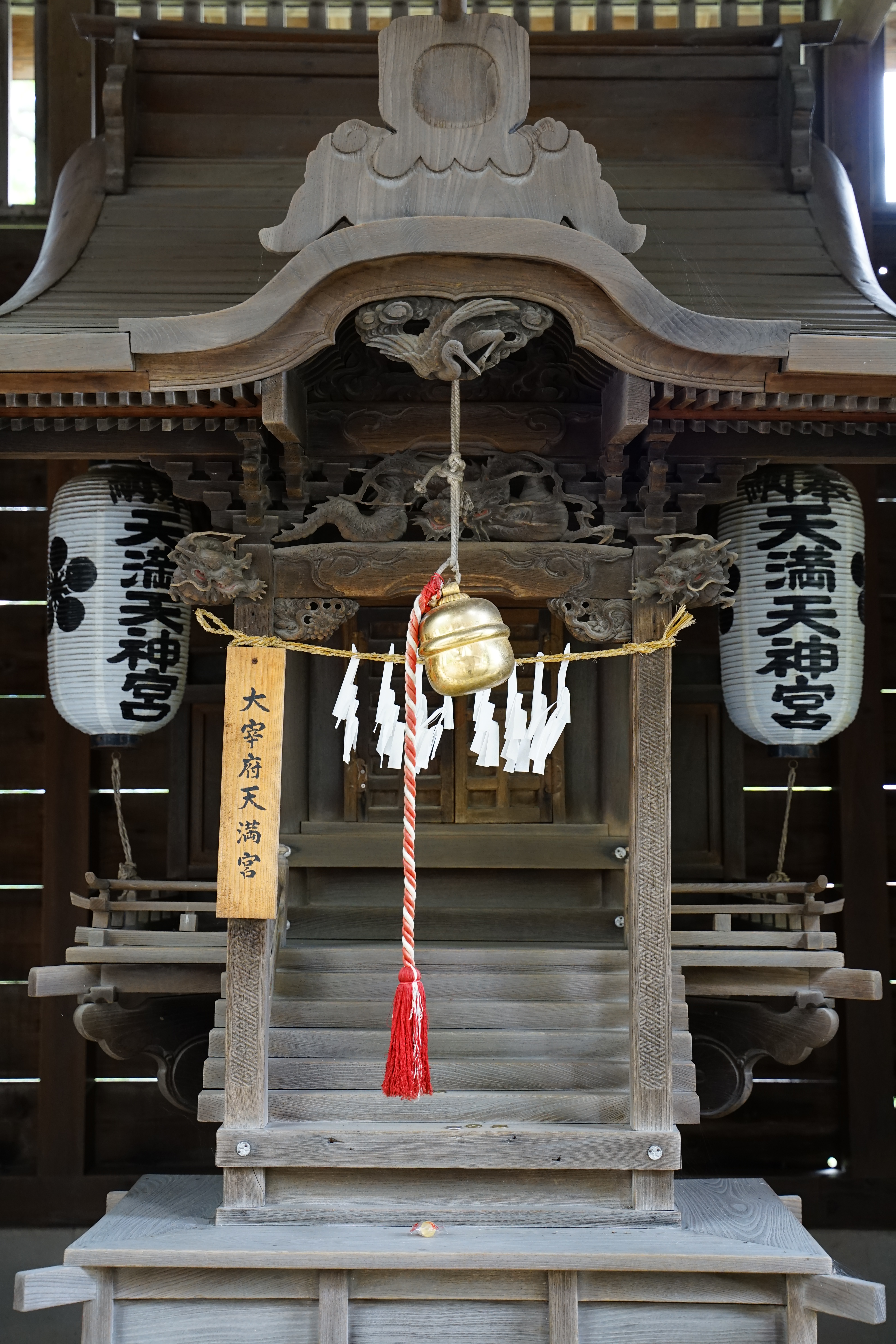
太宰府天満宮
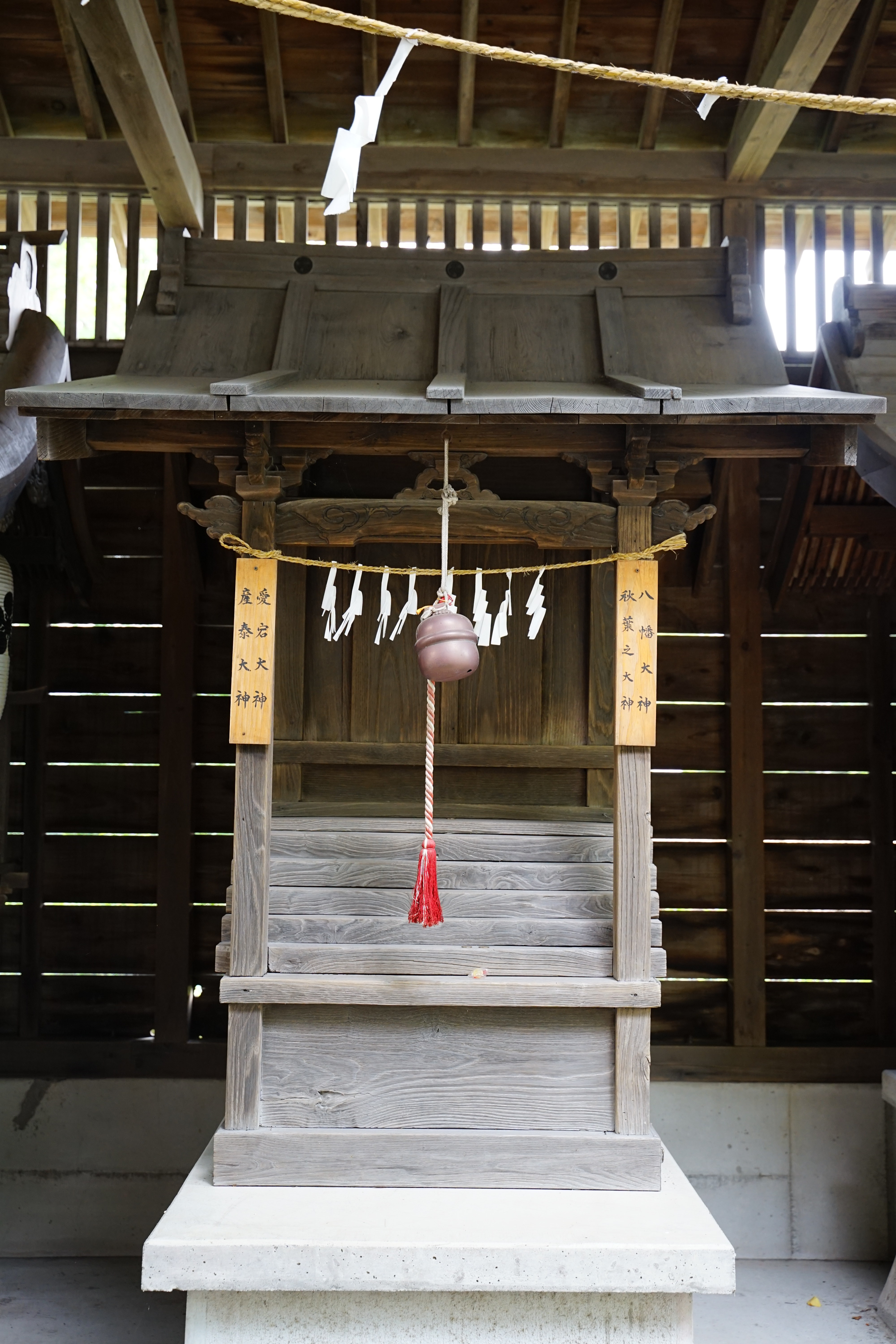
4社合殿（産泰大神・愛宕大神・秋葉之大神・八幡大神）
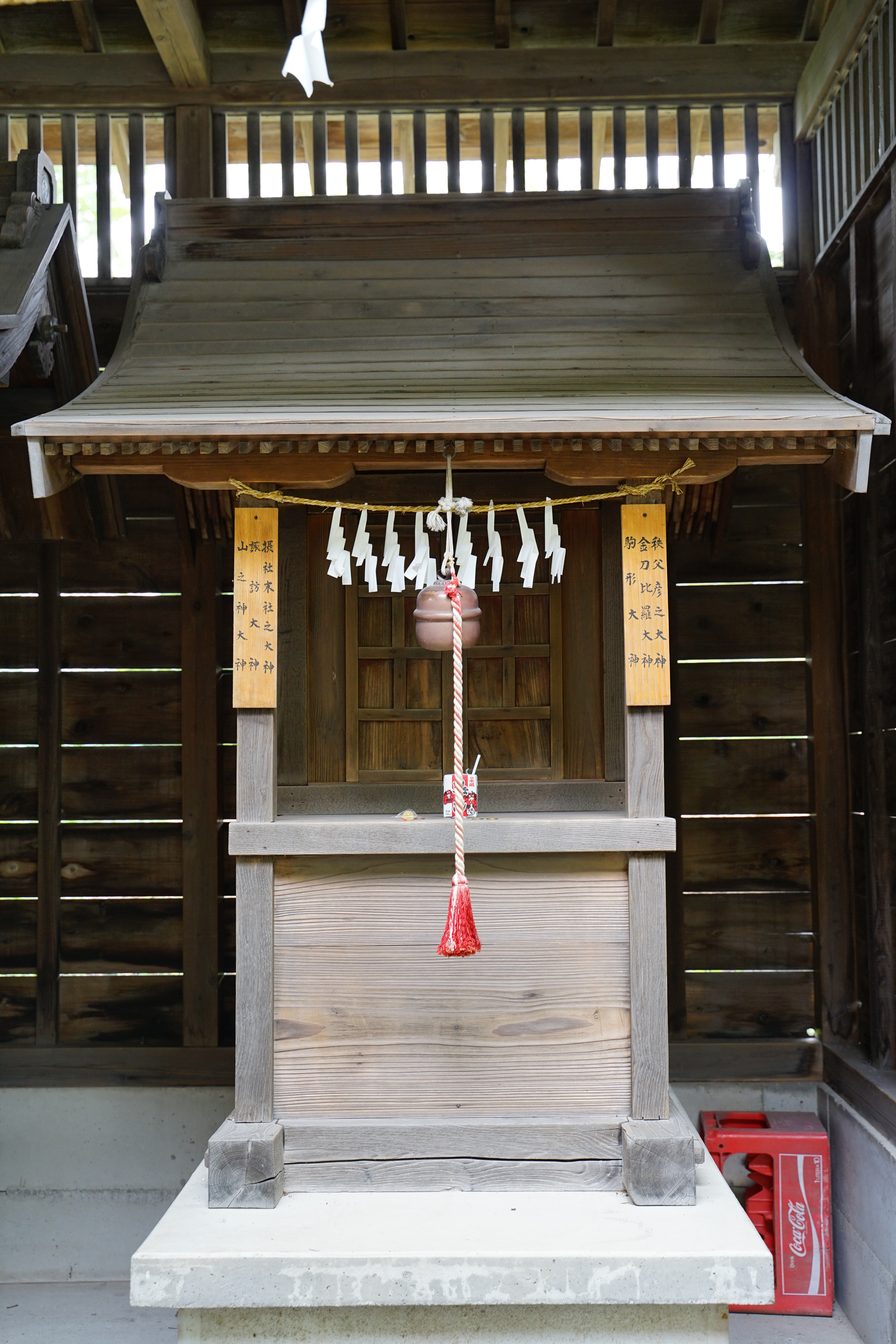
6社合殿（山之神大神・諏訪大神・摂社末社之大神・駒形大神・金刀比羅大神・秩父彦之大神）

本殿左側の石祠群
- 高良玉垂大神、天児屋根神社、斎主大神、神明大神、菊理姫大神、事解男大神、雷電大神、善女龍王大神、句々馳智大神、河菜姫大神、埴山姫大神

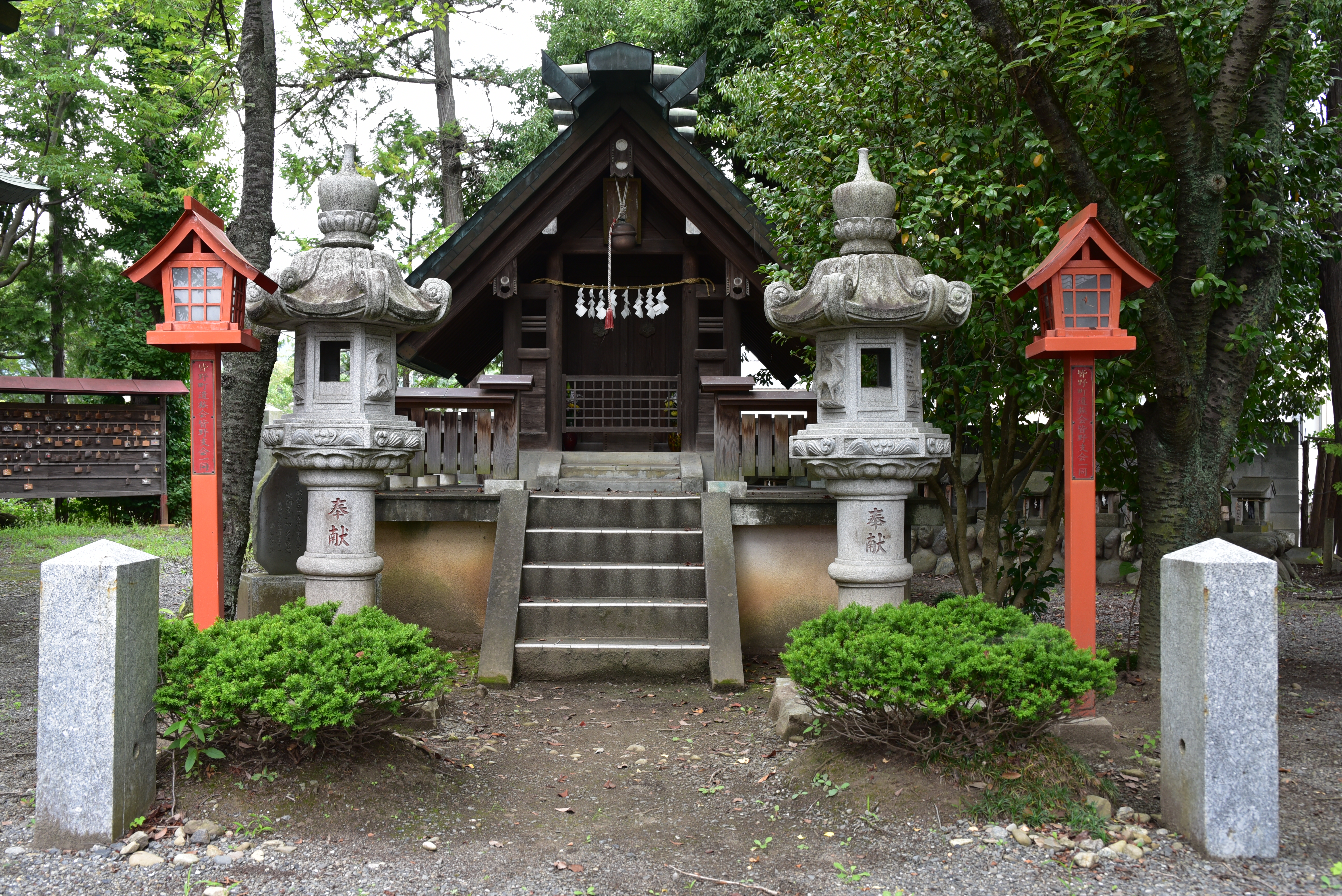
護国神社
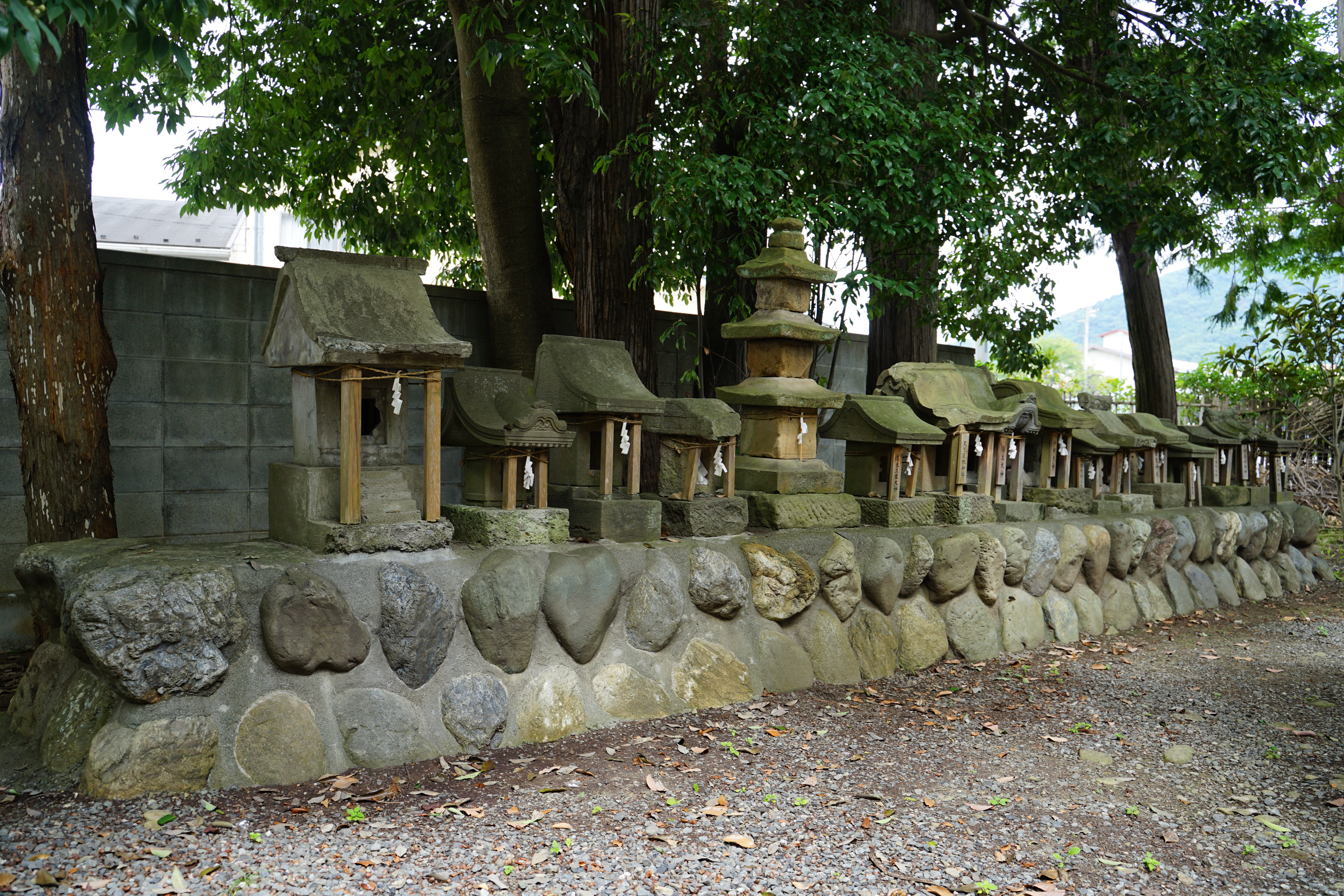
石祠群

- 祖霊大神
- 八坂大神
- 伏見稲荷大神
- 大宰府天満宮
- 4社合殿
- 6社合殿

## アクセス
皆野椋神社
- 秩父鉄道皆野駅から徒歩10分。